# Waghäusel
Waghäusel est une ville allemande du land de Bade-Wurtemberg, située à mi-chemin entre Karlsruhe et Mannheim.
Waghäusel est la réunion de trois villes : Waghäusel, Kirrlach et Wiesental. En 2019, la ville comptait 20 935 habitants.

## Histoire
La ville de Kirrlach a été mentionnée pour la première fois en 1234, tandis que les premières traces de Wiesental remontent à 1297.
Le 21 juin 1849, Waghäusel a été le théâtre d'une bataille entre les troupes contre-révolutionnaires prussiennes et l'armée de l'éphémère république badoise de Brentano (mai-juillet 1849).

## Monuments et curiosités
- L'Ermitage (Waghäusel)
- La Marienwallfahrtkirche (Waghäusel)
- L'Église paroissiale Saint Jodokus bâtie en 1846 (Wiesental)
- Le Mémorial de la Révolution de 1849 (Wiesental)

## Sports et loisirs
La ville de Waghäusel compte bon nombre d'associations sportives et culturelles.
La ville de Kirrlach possède son propre orchestre, la Musikverein Kirrlach, qui a fêté à l'été 2006 son centenaire.

## Jumelages
- Caldicot (Pays de Galles)
- Flattach (Autriche)
- Szigetújfalu (Hongrie)